# The Night Creeper
| Recensione   | Giudizio |
| ------------ | -------- |
| Metacritic   | 7        |
| The Guardian |          |
| Consequence  | 8/10     |
| Sputnikmusic | 2.8/5    |
| Revolver     | 4/5      |
| Clash        | 8/10     |

The Night Creeper è il quarto album in studio del gruppo musicale inglese Uncle Acid & the Deadbeats. Ennesimo concept album del gruppo, racconta storie fittizie ispirate ai delitti di Jack lo squartatore e Charles Manson. In un'intervista con la rivista online The Heavy Chronicles lo stesso frontman Kevin Starrs ha definito il sound di questo disco psicotico, benché musicalmente meno aggressivo rispetto ai precedenti.

## Tracce
1. Waiting for Blood - 4:53
2. Murder Nights - 5:13
3. Downtown - 4:21
4. Pusher Man - 5:39
5. Yellow Moon - 3:46
6. Melody Lane - 5:54
7. The Night Creeper - 6:11
8. Inside - 3:40
9. Slow Death - 9:19
10. Black Motorcade - 4:44 (ghost track)

## Formazione

### Uncle Acid & The Deadbeats
- Kevin Starrs - voce, chitarra solista, basso, tastiere, organo
- Itamar Rubinger - batteria
- Yotam Rubinger - chitarra

### Altri musicisti
- Chantal Brown - cori tracce 3 e 4

### Personale tecnico
- Kevin Starrs - produzione
- Noel Summerville - masterizzazione

### Altri
- Jay Shaw - artwork